# Ruine Neu-Schellenberg
Die Ruine Neu-Schellenberg, auch «Obere Burg» genannt, ist eine von zwei Burgruinen auf dem Gebiet der Gemeinde Schellenberg in Liechtenstein.

## Lage
Die Ruine der Höhenburg liegt in einer Höhe von ungefähr 670 m ü. M. auf dem Eschnerberg unmittelbar westlich des Schellenberger Ortsteils Hinterschloss. Sie ist frei zugänglich und wird vom Historischen Höhenweg am Eschnerberg berührt. Am Fuss des Burghügels gibt es einen kleinen Parkplatz.
Ungefähr einen Kilometer westlich befindet sich Alt-Schellenberg, die zweite Burgruine auf Schellenberger Gemeindegebiet.

## Geschichte

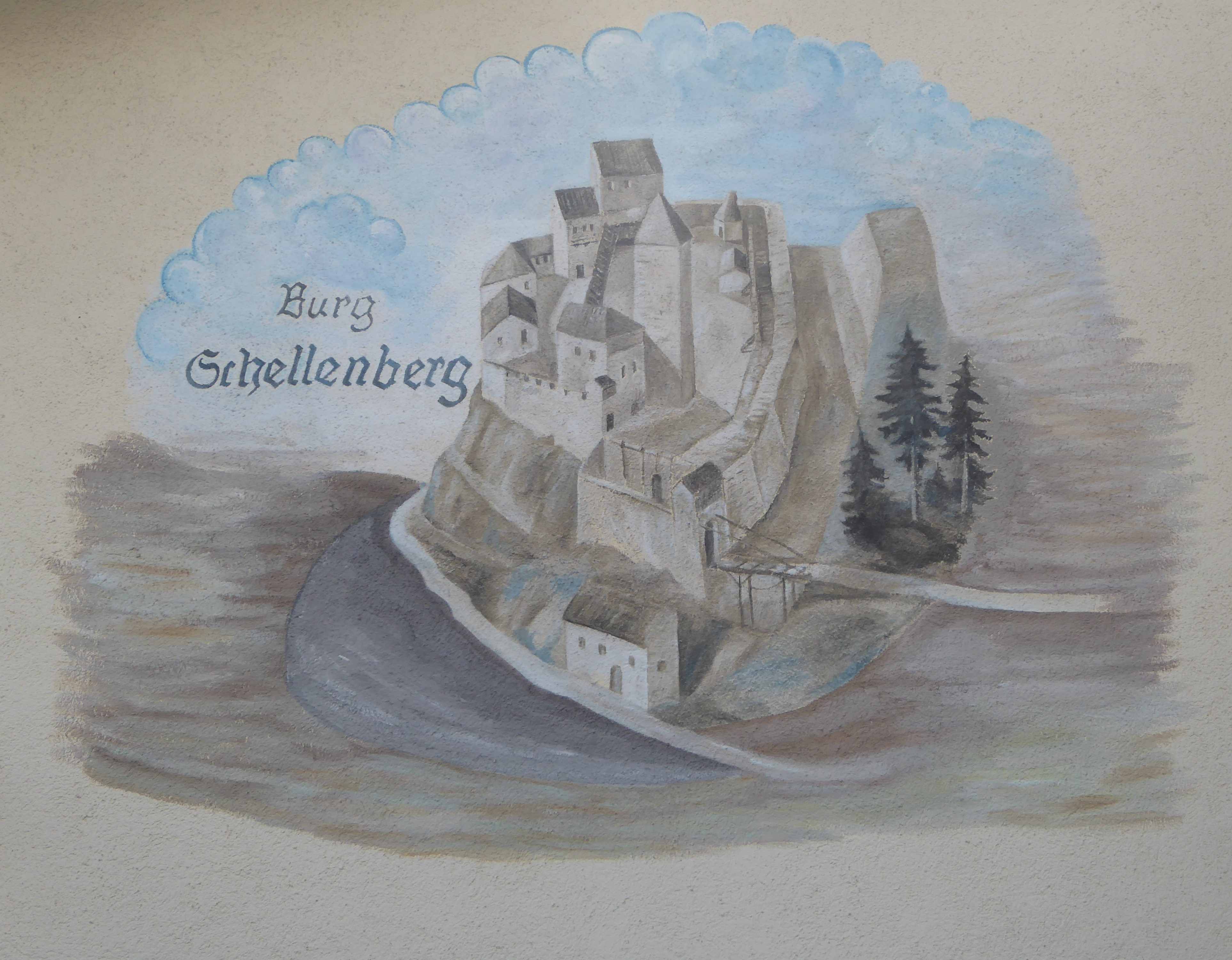
Bild der Burg Neu-Schellenberg

Neu-Schellenberg ist, anders als der Name erwarten lässt, die ältere der beiden Schellenberger Burgen. Wahrscheinlich um das Jahr 1200 wurde an dieser Stelle ein erster kleiner Burgbau durch die zu jener Zeit häufig in Urkunden und Chroniken der Region erwähnten Herren von Schellenberg errichtet, die ursprünglich im oberen Isartal ansässig waren und vermutlich durch die Stauferkaiser im Alpenrheintal angesiedelt wurden. Bereits 1317 veräusserten die Schellenberger ihren gesamten Besitz auf dem Eschnerberg an die Grafen von Werdenberg-Heiligenberg. Die Burg Neu-Schellenberg selbst wird urkundlich erstmals 1348 erwähnt.
Im Jahr 1394 räumte der damalige Besitzer, Graf Albrecht III. von Werdenberg-Bludenz, den Herzögen von Österreich das Öffnungsrecht an beiden Schellenberger Burgen ein. Im Verlauf der Appenzellerkriege wurde die Burg Neu-Schellenberg 1405 niedergebrannt, danach aber wieder hergerichtet. In der Folgezeit wechselte sie mehrfach die Besitzer. So verkaufte Albrecht III. von Werdenberg-Bludenz im Jahr 1412 die Burg an seinen Schwiegersohn Wilhelm von Montfort-Tettnang. Ab spätestens 1437 war die Herrschaft Schellenberg mit den beiden Burgen im Besitz der Freiherren von Brandis, die sie im Jahr 1510 an Graf Rudolf V. von Sulz weiterverkauften. Zu dieser Zeit war die Burg vermutlich noch intakt, wurde aber wohl zu Beginn des 16. Jahrhunderts verlassen und verfiel anschliessend. 1613 erwarben die Grafen von Hohenems die Herrschaft Schellenberg, deren Burgen in der Emser Chronik von 1616 als Ruinen («zerbrochen») bezeichnet werden. Schliesslich kamen die Fürsten von Liechtenstein mit dem Kauf der Herrschaft Schellenberg im Jahr 1699 auch in den Besitz der dortigen Burgruinen.
Im 19. Jahrhundert wurden die Überreste der beiden Burgen von der örtlichen Bevölkerung als Steinbrüche vor allem für den Bau der Schellenberger Pfarrkirche und des Klosters genutzt. Fürst Franz Josef II. von Liechtenstein schenkte die stark überwachsenen Ruinen 1956 dem Historischen Verein für das Fürstentum Liechtenstein, der die Burg Neu-Schellenberg in den Jahren 1960 bis 1964 ausgraben und konservieren liess.

## Anlage

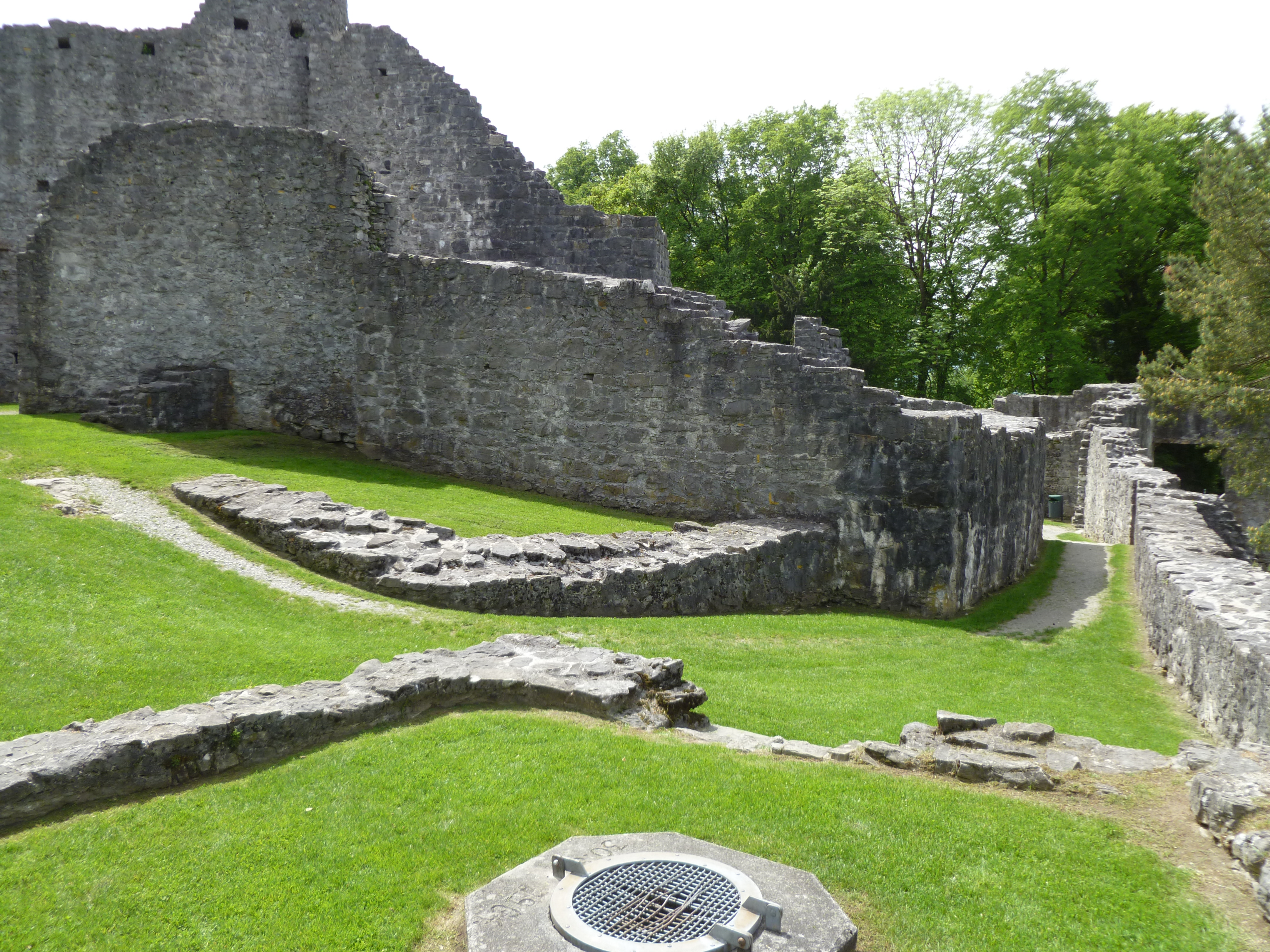
Äusserer Hof der Kernburg mit Zisterne; rechts die Toranlage

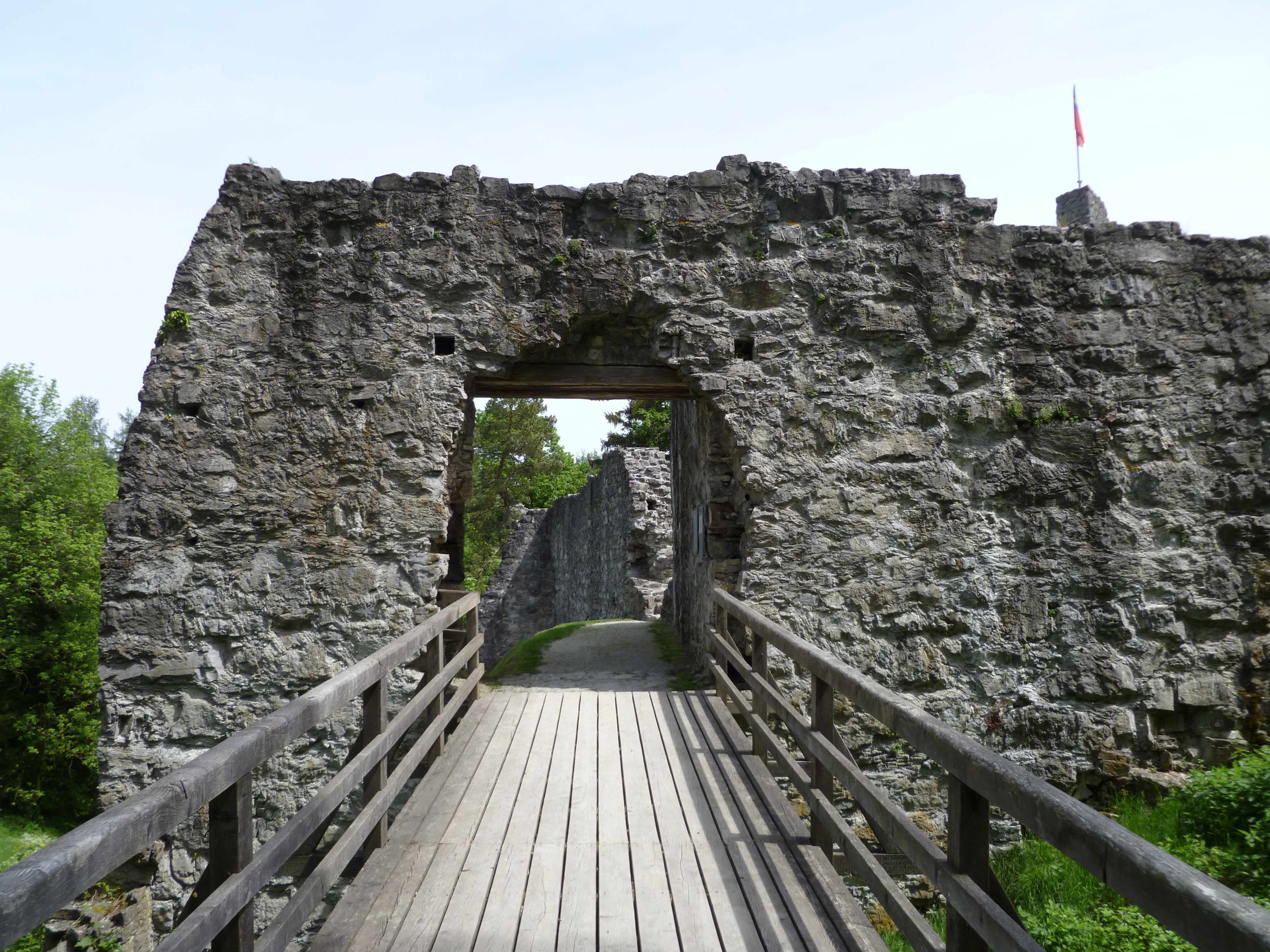
Äusseres Burgtor mit Zwinger

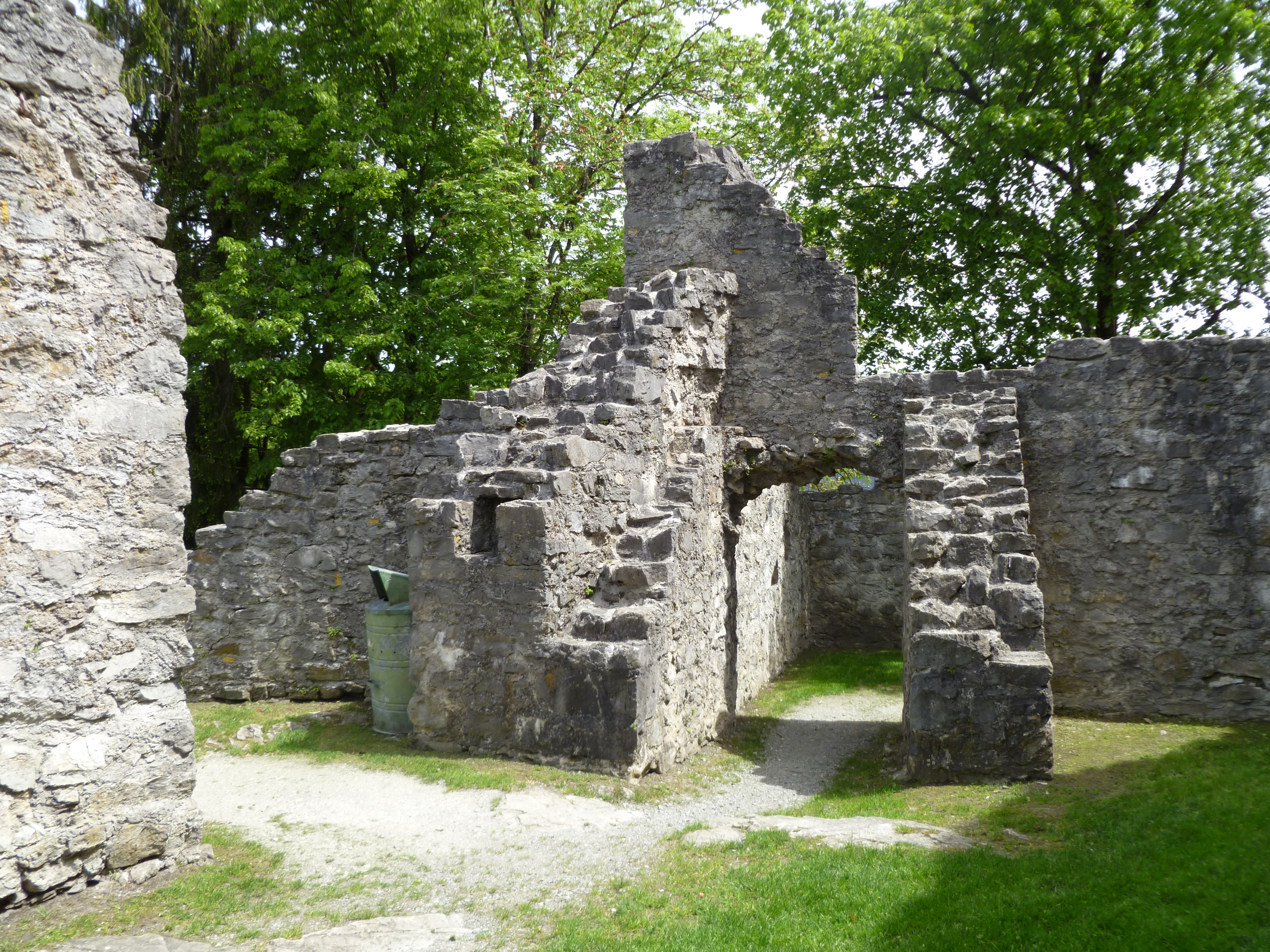
Innerer Hof der Kernburg mit Tor zum äusseren Hof (links) und Zugang zum östlichen Wohngebäude

Die auf dreieckigem Grundriss errichtete Burg war im Süden durch einen Halsgraben gesichert; auf den anderen Seiten bot der steil abfallende Burghügel hinreichenden Schutz vor Angreifern.
Im Zentrum der Burganlage befand sich der Bergfried, der vermutlich zu den ältesten Bauten der Burg gehört und über einen Hocheingang zugänglich war. Nördlich des Bergfrieds gruppierten sich die Anlagen der Kernburg um einen inneren und einen äusseren Hof. Der nordöstlich an den Bergfried angrenzende innere Hof war im Norden durch ein grosses Tor vom äusseren Hof getrennt und ermöglichte den Zugang zu zwei Wohngebäuden, die auf der West- und der Ostseite des Hofes lagen, wobei es sich bei dem westlichen Trakt um den Palas gehandelt haben dürfte. Die Obergeschosse dieser Gebäude sowie der Bergfried waren nur von einer den inneren Hof umlaufenden Galerie aus zugänglich. Der äussere Hof der Kernburg war von Wirtschaftsgebäuden und Dienstbotenwohnungen umgeben. In der Nordecke der Burg befand sich eine Zisterne. Zwei den Bergfried flankierende Mauern waren Bestandteil des inneren Berings, wobei die Mauer östlich des Bergfrieds, die den inneren Hof nach Süden begrenzte, den Charakter einer Schildmauer aufwies.
Die Ausgrabungen ab 1960 zeigten, dass die Bebauung des inneren Hofes die Grundmauern früherer Wohnbauten überdeckte und somit in einer späteren Bauphase entstanden sein musste. Bei diesen Umbauten wurde auch der Zugang zur Kernburg an den westlichen Rand der Burg verlegt; das ursprüngliche Tor nahe dem Bergfried am Ort des neu errichteten Palas wurde vermauert.
Südlich der Kernburg befand sich eine ausgedehnte durch eine Toranlage in der Südwestecke zugängliche Vorburg, die durch einen an die Kernburg anschliessenden Bering gesichert war. In einer späten Bauperiode wurde vor dem südlichen Abschnitt der Ringmauer eine mächtige Trockenmauer aufgeführt. Dabei wurde die Toranlage weiter nach Westen verlegt und ein neuer äusserer Zwinger im Südwesten angefügt.
Von der Burg sind heute vor allem die zum Teil noch hoch aufragenden Ruinen der Kernburg sowie die konservierten Reste der Trockenmauer, des Zwingers und einiger Nebengebäude vorhanden.

## Heutige Nutzung
Die Burgruine ist ein beliebtes Wander- und Ausflugsziel. Der Burggraben und angrenzende Flächen werden seit 1999 von der Gemeinde Schellenberg als Jugendzeltplatz genutzt.
Alle zwei Jahre findet im September auf dem Burggelände unter der Schirmherrschaft von Fürst Hans-Adam II. das Princely Liechtenstein Tattoo statt, eine mehrtägige Musik-Show, auf der hauptsächlich Militärmusik- und Tanzgruppen aus Liechtenstein und der Schweiz, aber auch Formationen aus dem europäischen Ausland auftreten. Die für die Dauer des Festivals aufgebaute Besuchertribüne bietet Platz für 576 Zuschauer.